# Anne Frank Zentrum

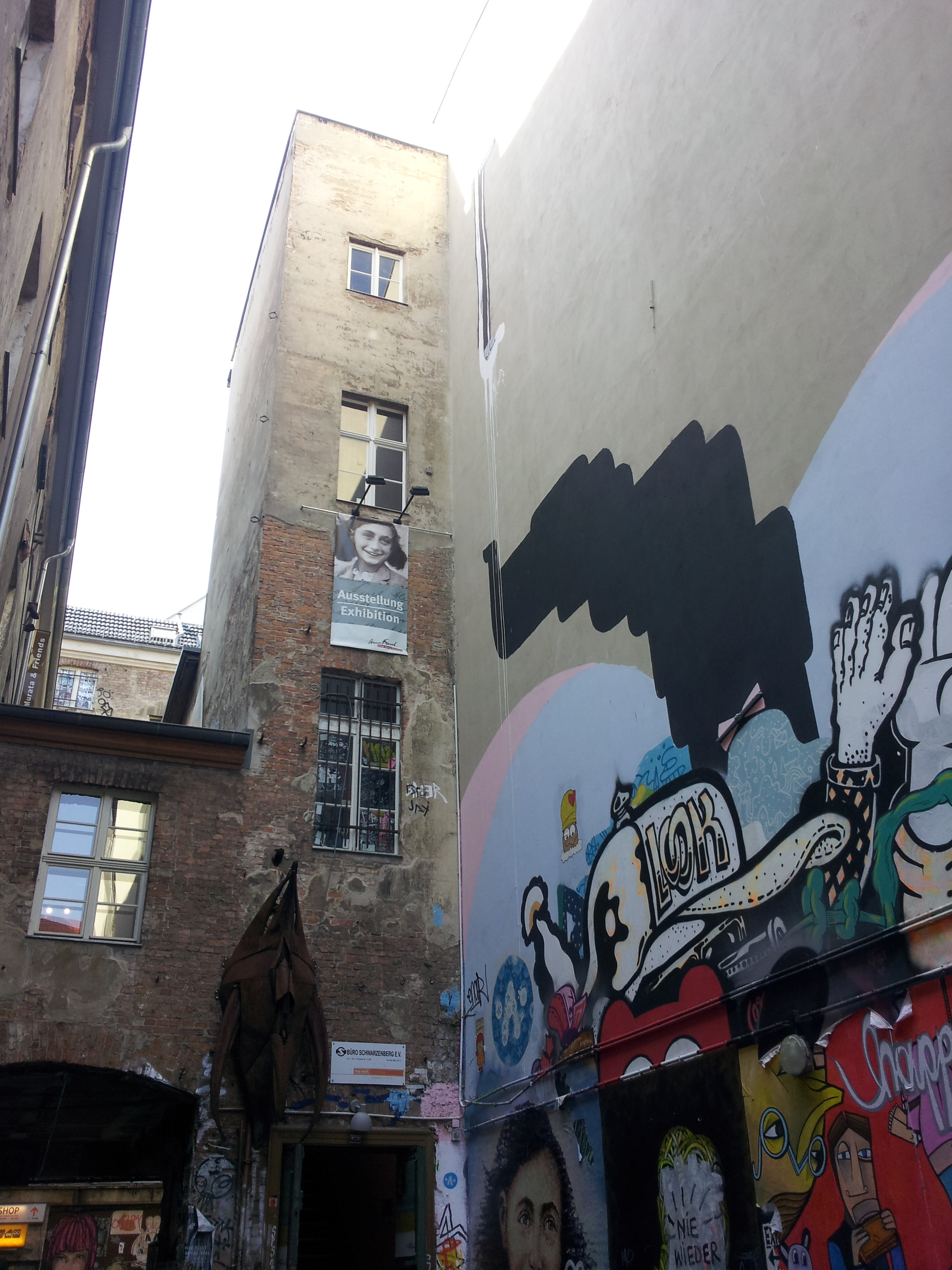
Das Anne-Frank-Zentrum im Haus Schwarzenberg, neben den Hackeschen Höfen

Das Anne Frank Zentrum im Haus Schwarzenberg neben den Hackeschen Höfen in Berlin ist die deutsche Partnerorganisation des Anne-Frank-Hauses in Amsterdam. Durch die Beschäftigung mit dem Leben von Anne Frank fördert es die Erinnerung an die Verbrechen des Nationalsozialismus und an die Botschaft ihres Tagebuchs.

## Geschichte
Die Gründung geht auf eine Initiative aus dem Jahre 1994 zurück, als die Wanderausstellung „Die Welt der Anne Frank. 1929–1945“ in Berlin vorbereitet wurde. Aus Anlass des 50. Jahrestages der Befreiung vom Nationalsozialismus wurde sie in insgesamt sechs Stadtbezirken gezeigt. Auf Basis jenes Vereines, der eigens für die Koordination der Ausstellung geschaffen worden war, sollte das Engagement zu den angesprochenen Themen fortgeführt werden. Nach dem Abschluss einer Kooperationsvereinbarung mit dem Anne-Frank-Haus in Amsterdam konnte am 12. Juni 1998 das Anne Frank Zentrum in Berlin-Mitte eröffnet werden.
Das Anne Frank Zentrum ist seit Dezember 2013 Mitglied in der Initiative Transparente Zivilgesellschaft. Seit 2016 wird das Zentrum von der SKala-Initiative gefördert.
Von 2014 bis Mai 2021 war Patrick Siegele Direktor des Anne Frank Zentrums.
Seit Juni 2021 ist Veronika Nahm die Direktorin des gemeinnützigen Vereins.

## Aktivitäten

### Dauerausstellung in Berlin
Mit der Dauerausstellung „Alles über Anne“ erinnert das Anne Frank Zentrum an Anne Frank. Die Beschäftigung mit ihrem Leben und ihrem Tagebuch eröffnet einen Zugang zur Geschichte des Holocaust und regt zur Auseinandersetzung mit Antisemitismus in Geschichte und Gegenwart an. So werden beispielsweise antisemitische Fälschungsvorwürfe, mit denen Annes Vater Otto Frank in Bezug auf das Tagebuch konfrontiert wurde, in Verbindung gebracht zu aktuellen antisemitischen Vorfällen. Die Ausstellung ist ein interaktiver Lernort und beinhaltet zahlreiche erhaltene Fotos und Dokumente. Sie richtet sich besonders auch an Kinder, Jugendliche und Familie. Schulklassen und Gruppen können auf Anfrage pädagogische Ausstellungsbegleitungen buchen. „Alles über Anne“ ist weitestgehend inklusiv und verfügt über Monitore mit Übersetzungen in Gebärdensprache und ein Blindenleitsystem. Ein umfassendes Glossar und Ausstellungstexte in klarer Sprache erleichtern das Verstehen. Zu ertasten sind ein Modell des Hinterhauses, ein Porträt von Anne Frank sowie eine Kopie des Tagebuchs.

### Wanderausstellungen
Neben der Dauerausstellung bietet das Anne Frank Zentrum mehrere, zumeist vier Wochen dauernde Wanderausstellungen an, die sich teilweise speziell an Jugendliche richten. Die insgesamt fünf verschiedenen Ausstellungen wurden bereits in vielen Gemeinden Deutschlands gezeigt.

### Anne-Frank-Tag
Der Anne-Frank-Tag ist ein bundesweiter Schul-Aktionstag gegen Antisemitismus und Rassismus und für Demokratie. Teilnehmenden Schulen werden kostenfrei Materialien zur Verfügung gestellt. Jedes Jahr sind mehrere zehntausend Schüler und Lehrer in den Aktionstag involviert.
Der Anne-Frank-Tag findet immer am 12. Juni, Anne Franks Geburtstag, statt. Das Zentrum organisiert den Anne-Frank-Tag in Kooperation mit Partnern, darunter die Bildungsstätte Anne Frank, die Gedenkstätte Bergen-Belsen, Schule ohne Rassismus – Schule mit Courage, das Anne-Frank-Haus und der Anne Frank-Fonds.
Zum bundesweiten Anne-Frank-Tag 2020 engagieren sich 340 Schulen gegen Antisemitismus und erinnern an den Holocaust. Der Aktionstag 75 Jahre nach Kriegsende stand unter dem Motto „Freiheit“.

### Weitere Aktivitäten
Die Einrichtung offeriert bundesweit Fortbildungen über interkulturelle Kompetenz für Pädagogen sowie zum Thema Antisemitismus für Lehrer. Mit interkulturellen Lernmaterialien leistet das Zentrum einen wichtigen Beitrag zur Kinder- und Jugendbildung.
Seit 2011 fördert das Anne Frank Zentrum mit dem Projekt „Kriegskinder“ und dem Nachfolgeprojekt „70 Jahre danach. Generation im Dialog“ den intergenerativen Dialog. Im Fokus stehen die Kindheits- und Jugenderlebnisse der vor 1941 geborenen Generation. Jugendliche und Senioren in verschiedenen Städten kommen hier miteinander ins Gespräch.
Das Anne Frank Zentrum Berlin ist eine von zahlreichen Einrichtungen weltweit, an denen Österreicher anstelle des Wehr- bzw. eines Zivildienstes im Inland einen zwölfmonatigen Gedenkdienst leisten können.